# 클로바잠
클로바잠(Clobazam)은 프리슘, 온피 등의 브랜드명으로 판매되며 1968년 특허를 받은 벤조디아제핀계 의약품이다. 1966년에 처음 합성되어 1969년에 처음 시판되었다. 1970년 이후 항불안제, 1984년 이후 항경련제로 시판되었다. 1차 약물 개발 목표는 벤조디아제핀계 관련 부작용을 줄이고 더 큰 불안요인, 항불안제 효능을 제공하는 것이었다.

## 의학적 용법
클로바잠은 불안요법으로 쓰이고 간질에는 보조요법으로 쓰인다.
간질에는 보조요법으로 1차 약물에 반응하지 않은 환자와 1차 약물에 반응하지 않는 어린이에게 사용된다. 롤랑드 간질이나 다른 간질증후군을 가진 아이들을 위한 다른 발작약보다 클로바잠에 대한 이점이 있는지 확실하지 않다. 6개월에서 3세 사이의 아동에게는 특별한 필요가 없는 한 사용을 권장하지 않는다. 클로바잠은 간질과 심한 불안감 외에도 정신분열증 및 기타 정신질환에서 단기(2~4주) 보조제로서도 승인되어 불안이나 초조를 관리한다.
때때로 약물 저항성 간질에 사용된다. 그러나 간질의 장기예방을 위한 치료는 상당한 단점이 있을 수 있으며, 가장 중요한 것은 약물 내성으로 인한 항균효과가 감소하여 장기요법의 효과가 떨어질 수 있다. 따라서 간질의 장기적 관리를 위해서는 다른 방부제가 선호될 수 있다. 더욱이 벤조디아제핀은 특히 장기간 사용 후 벤조디아제핀 금단 증후군의 일부를 형성하는 요법의 갑작스러운 또는 과도한 중단으로 인한 반발 발작을 유발하는 단점이 있을 수 있다.
캐나다에서는 강장성 클론, 복합성 부분, 근막성 발작에 추가적으로 사용하도록 승인되었다. 클로바잠은 복잡한 부분 발작, 특정 종류의 상태 간질, 특히 근소성, 근소성-절제성, 단순성 부분, 복합성 부분, 강장성 발작, 비상태 부전 발작에 대한 보조요법으로 승인된다. 불안요법 치료도 승인된다.
인도에서는 클로바잠이 간질, 급성 및 만성 불안에서 보조요법으로 사용되도록 승인되었다. 일본에서는 클로바잠이 복합적인 부분 발작을 일으키는 치료 내성 간질에서 보조요법을 승인받고 있다. 뉴질랜드에서는 클로바잠이 Frisium In the Ultimate Clobazam(Frisium)으로 시판되고 있다. 단기간(2~4주) 다른 약물에 반응하지 않은 환자의 급성 불안감을 완화시켜 준다. 미국에서는 2011년 10월 25일 2세 이상의 환자에게 레녹스-가스토 증후군과 관련된 발작의 부수적 치료법에 대해 승인될 때까지 승인되지 않았다.

## 사용 금지
클로바잠은 다음과 같은 질환이 있는 환자에서는 매우 주의하여 사용해야 한다.
- 중증 근무력증
- 수면 무호흡증.
- 간경변이나 간염과 같은 심각한 간질환.[15]
- 심각한 호흡부전.

벤조디아제핀은 노약자, 임신 중, 어린이, 알코올이나 약물에 의존하는 개인, 정신질환이 동반된 개인에서 사용할 경우 특별한 예방조치가 필요하다.

## 부작용
미국 식품의약국(FDA)은 2020년 9월, 모든 벤조디아제핀 약물에 대해 박스 경고(boxed warning)를 업데이트하여 해당 계열의 모든 의약품에 걸쳐 일관되게 남용, 오용, 중독, 신체적 의존, 금단 반응의 위험을 기술하도록 요구하였다.

### 일반적 부작용
일반적인 부작용으로는 발열, 침 흘림, 변비 등이 있다.

### 시판 후 부작용
- 두드러기.
- 발진.

### 경고 및 주의사항
2013년 12월, FDA는 존슨 증후군과 독성 있는 표피 네크로리시스, 특히 치료의 첫 8주 동안 클로바잠의 라벨에 심각한 피부 반응을 일으킬 수 있다는 경고를 추가했다. .

### 약물 상호작용
- 알코올은 생물학적 이용가능성을 50% 증가시킨다; 복합적인 억제 효과는 생명을 위협하는 독성을 촉진할 수 있다.
- 시메티딘은 클로바잠의 효과를 높인다.
- 발프로산.

### 과다 복용
클로바잠(Clobazam)을 포함한 벤조디아제핀과의 과다 복용과 중독은 졸림, 혼란, 무기력증과 관련된 CNS 우울증을 유발할 수 있으며, 아탁시아, 호흡기 우울증, 저혈압, 혼수상태 또는 사망으로 진행될 수 있다.알코올을 포함한 다른 CNS 억제제와 혼합된 중독의 경우 치명적 결과의 위험이 증가한다.

### 남용 가능성 및 중독
동물 연구에서 고전적인 (비안시적) 벤조디아제핀은 중독성 행동 패턴의 위험 증가를 시사하는 보상 추구 행동을 증가시키는 것으로 나타났다.1983년 세계보건기구(WHO) 보고서에 따르면 일부 국가에서 클로바잠 남용이 보고된 바 있다. Clobazam abuse has been reported in some countries, according to a 1983 World Health Organisation report.

### 의존과 철수
인간에게 있어 클로바잠의 항경련 효과에 대한 내성이 생길 수 있으며, 갑작스럽거나 과속적인 금단시 금단 발작이 일어날 수 있다.
클로바잠은 다른 벤조디아제핀 약물과 마찬가지로 신체적 의존, 중독, 그리고 벤조디아제핀 금단 증후군으로 알려져 있다.규칙적인 사용 후 클로바잠이나 다른 벤조디아제핀에서 금단하면 알코올이나 바비투레이트 금단 시와 유사한 금단 증상이 나타나는 경우가 많다.복용량이 많고 복용 기간이 길수록 불쾌한 금단 증상을 겪을 위험도 크다.벤조디아제핀 치료는 느리고 점진적인 용량 감소 요법을 통해서만 중단되어야 한다.

## 약리학
클로바잠은 주로 GABAA 수용체에서 양성 입체다른자리 조절자로 일부에서는 나트륨 채널과 전압에 민감한 칼슘 채널에서 추가적인 활성화가 추측된다.
다른 1,5-벤조디아제핀(예: 아르펜다잠, 로펜다잠, CP-1414S)과 마찬가지로 활성대사물 N-데스메틸클로바잠은 GABAA 수용체의 α1 서브유닛에 대한 친화력이 1,4-벤조디아제핀에 비해 낮다.양성 조절 활성을 갖는 수용체를 포함하는 α에2 대한 친화력이 더 높다.
클로나제팜과 비교한 1990년 발표된 이중 맹목 위약 통제 실험에서 클로바잠 10mg은 클로나제팜 0.5mg 또는 1mg보다 진정제가 덜한 것으로 나타났다.
GABAA 수용체의 α1 하위형은 2000년 맥커넌 외 연구진에 의해 디아제팜의 진정작용에 책임이 있는 것으로 나타났으며, 또한 α1 수용체가 디아제팜에 무감각한 생쥐에서도 디아제팜의 항불안제 및 항경련제 특성을 볼 수 있다는 것을 보여주었다.

1996년 나카무라 외 연구진은 클로바잠과 그 활성대사물인 N-데스메틸클로바잠(norclobazam)이 GABAA 수용체에서 GABA 활성 염화물 유입을 강화하여 과극화, 억제 후 시냅스 전위를 생성한다고 보고했다. 또한 이러한 효과는 GABA 길항제인 flumazenil에 의해 억제되었으며, 클로바잠은 GABA 결핍 뇌 조직에서 보다 효율적으로 작용한다고 보고되었다.

#### 신진대사
클로바잠에는 N-데스메틸클로바잠(N-desmethylclobazam)과 4′-히드록시클로바잠(Dhydroxyclobazam)의 두 가지 주요 대사물이 있는데, 이 대사물은 전자가 활동성이 높다. 디메틸화는 CYP2C19, CYP3A4 및 CYP2B6에 의해 촉진되며 CYP2C18 및 CYP2C19에 의해 4-히드록시클로바잠이 촉진된다.

## 화학
클로바잠(Clobazam)은 1,5-벤조디아제핀으로, 디아제핀 링이 1과 5 위치(일반적인 1과 4 대신)에 질소 원자를 가지고 있다는 뜻이다.
그것은 물에 녹지 않고 구강 형태로만 이용할 수 있다.

## 역사
클로바잠은 밀라노의 Maestretti 연구소에서 발견되어 1969년에 처음 시판되었다. Maestretti는 사노피의 일부가 된 Loussel Uclaf에 의해 인수되었다.

## 같이 보기
- 벤조디아제핀 의존성
- 벤조디아제핀 장기사용의 효과

## 참고 자료
- Dean L (September 2019). 〈Clobazam Therapy and CYP2C19 Genotype〉.   Pratt VM, McLeod HL, Rubinstein WS,  외. 《Medical Genetics Summaries》. National Center for Biotechnology Information (NCBI). PMID 31550100.